# Thủy điện Ca Nan
Thủy điện Ca Nan là các thủy điện xây dựng trên dòng suối Ca Nan tại vùng đất các xã Chiêu Lưu, Hữu Kiệm và Na Ngoi, huyện Kỳ Sơn tỉnh Nghệ An, Việt Nam .
Thủy điện Ca Nan có tổng công suất lắp máy 23 MW. Công trình được khởi công ngày 21/4/2017 , với hai bậc:
1. Ca Nan 1 có công suất lắp máy 7 MW, tại vùng đất xã Na Ngoi, dự kiến phát điện quý 3/2018.
2. Ca Nan 2 có công suất lắp máy 16 MW, tại vùng đất xã Chiêu Lưu và xã Hữu Kiệm, dự kiến phát điện quý 2/2018[4].

Cả hai thủy điện hoàn thành tháng 06/2019 

## Suối Ca Nan
Suối Ca Nan là phụ lưu của dòng Nậm Mô  và là phụ lưu cấp 2 của sông Lam. Suối Ca Nan bắt nguồn từ các suối ở dải núi biên giới Việt Lào vùng đất xã Na Ngoi, chảy uốn lượn theo hướng đông bắc .
Đến bản Khe Nằn xã Chiêu Lưu thì suối Ca Nan đổ vào dòng Nậm Mô.

## Chỉ dẫn
1. ↑  Trong tiếng Tày-Thái "Nậm" đã có nghĩa là nước, sông, suối.